# سين شومو ليشير
سين شومو ليشير ملك آشوري لا يعرف سوى القليل عنه بسبب نقص المصادر التي تغطي تلك الفترة التاريخية، سوى إنه كان غاصب للسلطة وحكم جزءاً من الإمبراطورية الآشورية خلال سنة 626 ق.م.
ظهر سين شومو ليشير لأول مرة في المصادر الآشورية كجنرال في جيش الملك الآشوري آشور إيتيل إيلاني. ويبدو أنه حاول في وقت لاحق الاستيلاء على العرش. وقيدت له قائمة ملك أوروك بأنه حكم سنة واحدة سبق فيها الملك سين شار إشكون. وكانت سنة حكمه الأولى قد وثقت في نصوص من المدن البابلية باب إيلي، نيبور، وأور. وكان ذلك هو الدليل الوحيد من عمله كحاكم خلال تلك السنة فقط، فإنه من غير المحتمل أن تكون فترة حكمه استمرت لفترة أطول. ومن الواضح إنه لم يسيطر على كامل أراضي الإمبراطورية الآشورية، وعلى الأرجح ان سيطرته اقتصرت على جزء من بابل.
وفترة حكمه القصيرة يجب أن تكون قد حدثت في سنة 626 ق.م، لأنه قبل ذلك العام كان كاندالانو حاكماً على المدن التي تبعت له، وجاء بعد ذلك نبوبولاسر وسين شار إشكون.
ويبدو أنه اعتلى العرش بعد وفاة الملك القوي آشور بانيبال الذي ترك إمبراطورية واسعة، والتي بدأت بالانحلال بعد حرب أهلية داخلية أثرت كثيراً على الإمبراطورية الآشورية. حيث أغتصب السلطة من أخيه الأكبر آشور إيتيل إيلاني. وخلال هذا الجو من الفوضى والارتباك، قامت العديد من المستعمرات الآشورية باعلان التمرد على الحكم الآشوري، مثل الكلدانيين والبابليين والميديين والفرس والسكيثيين، والكيميريين. وانتهى حكمه بعد ذلك على يد سين شار إشكون .